# Sitamau (Staat)
Sitamau war einer der Fürstenstaaten der Central India Agency von Britisch-Indien im heutigen Bundesstaat Madhya Pradesh. Seine Hauptstadt war der Ort Sitamau. Raja Kesho von Ratlam aus dem Hause der Rathore-Rajputen von Marwar (Jodhpur) war beim Großmogul Aurangzeb in Ungnade gefallen und sein Lehen war ihm entzogen worden. Nachdem der Großmogul ihm verziehen hatte, verlieh er ihm 1701 Sitamau, das aber im Laufe der Marathenkriege unter die Oberhoheit des Scindia von Gwalior kam.
Sitamau war 1819–1947 britisches Protektorat und hatte 1901 eine Fläche von 532 km² und 24.000 Einwohner. Der Raja vollzog am 15. Juni 1948 den Anschluss an Indien und trat am 16. Juni der Fürstenunion Madhya Bharat bei. Am 1. November 1956 wurden alle Fürstenstaaten der Union aufgelöst und dem Bundesstaat Madhya Pradesh einverleibt.